# Mamma dammi i soldi/Golf
Mamma dammi i soldi/Golf è un singolo di Francesco Baccini, pubblicato su 45 giri nell'inverno del 1988 dalla CGD. Rappresenta il debutto discografico del cantautore genovese, ed è prodotto da Oscar Prudente.

## Descrizione
Questo 45 giri, peraltro dallo scarso successo commerciale, permette a Baccini di raggiungere un primo obiettivo dopo anni di gavetta. Esso sarà inserito nella compilation sanremese della stessa CGD. Tutto questo farà da premessa alla produzione della sua opera prima Cartoons, pubblicata l'anno seguente.
Il brano Mamma dammi i soldi affronta, non senza elementi autobiografici, il problema della produzione discografica. Un artista in erba può arrangiarsi in mille modi per realizzare le proprie idee, anche trovando qualche amico in grado di aiutarlo. Ma tutto si ferma, se non si trova qualcuno che possa mettere mano al portafogli e finanziare il progetto. Il ricordo alla mamma rimanda ad una canzone d'epoca Mamma dammi cento lire ("...che in America voglio andare"), interpretata da Gigliola Cinquetti e anche da Orietta Berti, che esprimeva lo stesso concetto di chi vorrebbe realizzare un sogno ma non ne ha i mezzi, sottinteso che la mamma (o il papà) se potesse lo aiuterebbe ma ovviamente non può.
Il lato A del disco è attribuito allo pseudonimo Espressione Musica: ha fatto da sigla finale al Festival di Sanremo di quell'anno, e questo soprannome inusuale è stato adottato da Caterina Caselli, discografica di Baccini, per aggirare le regole della gara canora che impediva che altri artisti italiani potessero comparire o darsi visibilità dalla stessa manifestazione ma senza concorrervi. Baccini, parlando di questa sua prima esperienza, affermerà di non avere avuto certo una grande pubblicità, poiché la sigla era sempre andata in onda al termine delle lunghe serate, quindi intorno alle 2 di notte.
La facciata B invece è attribuita a Baccini. Si tratta di Golf, canzone a sfondo comico su una partita a golf, dove lei colpisce lui con un colpo maldestro, e lui che di lei si era invaghito, conosce le pene d'amore nella maniera più inaspettata.
Entrambe le canzoni saranno incluse nella versione CD di Cartoons.